# Charles K. Fletcher
Charles Kimball Fletcher (ur. 15 grudnia 1902 w San Diego, zm. 29 września 1985 tamże) – amerykański polityk, członek Partii Republikańskiej.

## Działalność polityczna
W okresie od 3 stycznia 1947 do 3 stycznia 1949 przez jedną kadencję był przedstawicielem 23. okręgu wyborczego w stanie Kalifornia w Izbie Reprezentantów Stanów Zjednoczonych.